# 2A3
2A3 (синонимы: VT-95, CV1831) — мощный вакуумный триод прямого накала, разработанный компанией RCA в 1932 году для использования в высококачественных усилителях низкой частоты (УНЧ) и широко применявшийся в качестве проходного вентиля в ламповых стабилизаторах напряжения. Однотактный УНЧ на одной лампе 2А3 способен отдать в согласованную по мощности нагрузку до 3,5 Вт, двухтактный УНЧ в режиме AB1 — до 15 Вт.
Оригинальные 2A3 выпускались в двух вариантах: одноанодный с катодом из параллельных нитей (1933—1936) и двуханодный вариант (с 1936) — фактически двойной триод с традиционными W-образными катодами. Ближайшими аналогами 2A3 были европейские лампы AD1, PX4 и разработанная Western Electric 275А — предшественница 300B. Непосредственным развитием двуханодного 2A3 были электрически идентичные триоды повышенной надёжности 5930, триоды с напряжением накала 6,3 В серий 6A3 и 6B4G (советский аналог — 6C4C) и лампа гибридного накала 6A5G. 2A3, выпускавшиеся в 1990-е и 2000-е годы в России и Китае, как правило, одноанодные с W-образным катодом.

## Разработка, производство, основные варианты
Около 1930 года в американской радиоэлектронной промышленности возник спрос на мощные вакуумные триоды, способные отдать в нагрузку в двухтактном включении не менее 10 Вт выходной мощности в режиме А. Этот уровень считался оптимальным для бытовых радиоприёмников высшего класса. По соображениям себестоимости и безопасности напряжение питания такого усилителя не должно было превышать 300 В. Наиболее распространённые в то время триоды серии 45 для этой задачи были слишком слабы: десятиваттному усилителю требовалось четыре или шесть таких ламп. Мощные триоды серий 50 и 10 требовали запретительно высокого анодного напряжения и дорогих выходных трансформаторов. Недавно изобретённые пентоды генерировали слишком много искажений, а применение обратной связи для их снижения ещё не вошло в практику.
Решением проблемы должна была стать перспективная разработка RCA под кодовым обозначением A181C — триод прямого накала с низким рабочим напряжением анода и удвоенной по сравнению с лампой 45 мощностью. Новая лампа имела уникальную конструкцию катода — 24 тонкие параллельные нити, натянутые на поперечины подвеса. Электростатическое поле такой структуры было намного ближе к полю идеальной эквипотенциально плоскости, чем поле четырёх нитей традиционного W-oбразного катода. На практике производство 24-нитевого катода оказалось столь трудоёмким, что разработчикам пришлось уменьшить число нитей до двадцати. 10 января 1933 года этот упрощённый вариант пошёл в серию под обозначением 2A3. К этому времени компания, никогда до того не занимавшаяся мощными низкочастотными триодами, потеряла к ним интерес: рекламный отдел RCA сосредоточился на продвижении новейших мощных пентодов, а сбытом 2А3 занялись независимые дистрибуторы и производители-конкуренты.
За 1933—1936 годы RCA выпустила как минимум три различные версии первого поколения 2А3, различавшиеся устройством несущих траверс. В 1936 году на смену первому поколению 2А3 пришла другая лампа под тем же обозначением. 2А3 второго поколения фактически представляла собой двойной триод — два триода серии 45, соединённые в параллель внутри баллона. Вместо дорогих двадцатинитевых катодов использовались обычные, W-образные. Этот двуханодный вариант стал для RCA основным. Конкуренты из Raytheon запустили в серию трёханодную 2А3, но вскоре вернулись к проверенному двуханодному варианту. Конкуренты из Western Electric ещё в 1932 году выпустили собственную разработку — лампу 275A. Эта лампа с напряжением накала 5 В, конструктивно близкая к одноанодной 2А3, выпускалась лишь несколько лет и использовалась лишь в кинематографических звукоустановках Western Electric. Другой близкий аналог, разработанный независимо от RCA, — европейский одноанодный триод AD1 с напряжением накала 4 В (Philips, 1935).
В середине 1930-х промышленность перешла на унифицированное напряжение накала 6,3 В. Следуя новому стандарту, RCA выпустила 6А3 — модификацию 2А3 под напряжение накала 6,3 В, а в конце 1930-х годов появился её октальный вариант 6B4G, совместимый на уровне цоколёвки с лучевыми тетродами 6L6 в триодном включении. Копия 6B4G, выпускавшаяся в СССР, вначале маркировалась 6B4, а с 1950 года 6С4С. Выпускались в СССР, но намного ме́ньшими сериями, и получившие обозначения 2С6 и 6С6 точные копии копии 2А3 и 6А3). Все лампы с шестивольтовым накалом отличались от 2A3 бо́льшим уровнем сетевого фона, особенно в однотактных схемах. RCA попыталась решить эту проблему выпуском 6A5G — модификации 6B4G с катодом гибридного накала. Нити накала этой лампы, традиционной W-образной конфигурации, были «одеты» в трубчатые катоды; четыре катода электрически соединялись со средней точкой нити накала и отдельным штырём цоколя. 6A5G оказалась слишком дорогой и не имела успеха на рынке. Последним конструктивным вариантом 2A3 американской разработки стала лампа повышенной надёжности 2A3W, или 5930, выпущенная в 1948 году компанией Sylvania по заказу Пентагона.
В конце XX и в начале XXI века мелкосерийное производство 2А3 и её вариантов повышенной мощности (2A3S, 2A3-40 и тому подобное) было возобновлено компаниями AVVT, Emission Labs (EML) и KR Enterprise в Чехии, компанией JJ Electronic в Словакии, компаниями Sovtek и Electro-Harmonix в России и компанией Shuguang в Китае.

## Применение
В середине 1930-х 2A3 использовалась в выходных каскадах большинства американских радиоприёмников высшего класса. Макмердо Сильвер предпочитал включать 2А3 в режиме В, а Эрнст Хамфри Скотт — исключительно в классе А. В двухтактном выходном каскаде 48-лампового приёмника Quaranta Скотт применил двенадцать 2A3. Не столь экстравагантные, но практичные каскады на двойках 2А3 работали во множестве музыкальных автоматов Seeborg и Wurlitzer, а в органах Хаммонда 1935—1940 годов использовались четвёрки 2А3. Однако в конце 1930-х рынок выходных ламп захватили лучевые тетроды 6L6, и применение 2А3 в бытовой технике прекратилось.
Другой областью применения 2А3 стали ламповые стабилизаторы напряжения. Во время Второй мировой войны, несмотря на существование специализированных мощных триодов 6AS7, именно 2А3 была наиболее распространённой проходной (регулирующей) лампой американских стабилизаторов. Военный заказ поддерживал производство архаичных прямонакальных ламп и после войны, поставки 2А3 на военные склады продолжались до середины 1980-х годов.
В гражданской электронике первых послевоенных десятилетий 2А3 использовалась лишь эпизодически — в УНЧ производства Brook и Capehart. На рынках США и Европы доминировали вначале лучевые тетроды довоенной разработки, с середины 1950-х — разработанные в Европе новейшие пентоды EL84 и EL34, а в 1960-е годы на смену лампам пришли транзисторы. Традиция звукоусиления на прямонакальных триодах не прервалась лишь в Японии, где ещё в 1960-е годы сложилась особая школа «японского Hi-End». Типичная для этой школы конфигурация — однотактный УНЧ на 2А3, желательно одноанодной (первого поколения), нагруженный на высокочувствительный рупор или на однополосный динамик Lowther. Другая локальная школа, связанная с японской через посредничество франко-японского конструктора УНЧ Жана Хираги, развивалась в 1960-е годы во Франции.
В США возрождение интереса к ламповому звуку в 1980-е годы обошло прямонакальные триоды стороной: американцы предпочитали мощные двухтактные усилители на лучевых тетродах 6550. Прямонакальные триоды (прежде всего 300B, и во вторую очередь 2А3 и её аналоги) «вернулись» на американский рынок лишь в первую половину 1990-х годов. В 1992—1993 годы в аудиофильских журналах началась дискуссия о достоинствах и недостатках триодного и пентодного звука, тогда же — в 1992 году — начались поставки дешёвых (14 долларов США за штуку) китайских 2А3 производства Shuguang. Чуть позже на рынке США появились 2А3 российского производства. Парадоксально, но приток дешёвых аналогов лишь разогнал цены на лампы 1930-х годов, особенно первого, одноанодного поколения.

## Электрические характеристики
| Электрические характеристики 2А3 по данным справочника RCA 1934 года | Электрические характеристики 2А3 по данным справочника RCA 1934 года | Электрические характеристики 2А3 по данным справочника RCA 1934 года | Электрические характеристики 2А3 по данным справочника RCA 1934 года | Электрические характеристики 2А3 по данным справочника RCA 1934 года | Электрические характеристики 2А3 по данным справочника RCA 1934 года |  |
| Показатель                                                           | Ед. изм.                                                             | Предельно допустимые значение                                        | Рекомендованный режим УНЧ                                            | Рекомендованный режим УНЧ                                            | Рекомендованный режим УНЧ                                            |  |
| Показатель                                                           | Ед. изм.                                                             | Предельно допустимые значение                                        | Однотактный                                                          | Двухтактный в режиме AB1                                             | Двухтактный в режиме AB1                                             |  |
| Показатель                                                           | Ед. изм.                                                             | Предельно допустимые значение                                        | Фиксированное смещение                                               | Фиксированное смещение                                               | Автоматическое смещение                                              |  |
| -------------------------------------------------------------------- | -------------------------------------------------------------------- | -------------------------------------------------------------------- | -------------------------------------------------------------------- | -------------------------------------------------------------------- | -------------------------------------------------------------------- |  |
| Постоянное напряжение анод-катод                                     | В                                                                    | 300 330                                                              | 250                                                                  | 300                                                                  | 300                                                                  |  |
| Напряжение сетка-катод                                               | В                                                                    |                                                                      | −45                                                                  | −62                                                                  |                                                                      |  |
| Максимальная амплитуда переменного напряжения на сетке               | В                                                                    |                                                                      | 90                                                                   | 124                                                                  | 156                                                                  |  |
| Сопротивление автоматического смещения                               | Ом                                                                   |                                                                      |                                                                      |                                                                      | 780                                                                  |  |
| Сопротивление в цепи сетки, не более                                 | кОм                                                                  |                                                                      | 10/50                                                                | 10/50                                                                | 500                                                                  |  |
| Ток анода в покое (на триод)                                         | мА                                                                   |                                                                      | 60                                                                   | 40                                                                   | 40                                                                   |  |
| Средний ток анода при максимальной выходной мощности (на триод)      | мА                                                                   |                                                                      |                                                                      | 73,5                                                                 | 50                                                                   |  |
| Мощность рассеяния на аноде                                          | Вт                                                                   | 15                                                                   |                                                                      |                                                                      |                                                                      |  |
| Выходное сопротивление                                               | Ом                                                                   |                                                                      | 800                                                                  |                                                                      |                                                                      |  |
| Крутизна анодно-сеточной характеристики                              | мА/В                                                                 |                                                                      | 5,25                                                                 |                                                                      |                                                                      |  |
| Коэффициент усиления по напряжению (μ)                               |                                                                      |                                                                      | 4,2                                                                  |                                                                      |                                                                      |  |
| Сопротивление нагрузки (для двухтактного каскада — между анодами)    | кОм                                                                  |                                                                      | 2,5                                                                  | 3                                                                    | 5                                                                    |  |
| Выходная мощность                                                    | Вт                                                                   |                                                                      | 3,5                                                                  | 15                                                                   | 10                                                                   |  |
| … при коэффициенте нелинейных искажений                              | %                                                                    |                                                                      | 6                                                                    | 2,5                                                                  | 5                                                                    |  |
| Примечания к табличным данным: 1. 2. 3. 4. 5. 6. 7.                  |                                                                      |                                                                      |                                                                      |                                                                      |                                                                      |  |

Рекомендованные разработчиками режимы для работы в однотактном (напряжение анода 250 В, ток анода 60 мА) и в двухтактном каскаде (300 В, 40 мА) существенно различаются. Номинальные режимы двухтактного каскада обеспечивают отсутствие тока сетки в течение бо́льшей части (но не всего) периода колебаний сигнала и практически полное вычитание вторых гармоник сигнала, генерируемых двумя плечами каскада. Максимальная мощность достигает при амплитудах управляющего напряжения от ±45 В (однотактный каскад) до ±78 В (двухтактный каскад с автоматическим смещением). Приведённые в таблице значения сопротивления нагрузки были оптимизированы на максимум выходной мощности и не оптимальны с точки зрения нелинейных искажений и неравномерности АЧХ. Для уменьшения искажений сопротивление нагрузки повышают, например, в однотактном варианте — с 2,5 до 8 кОм. Падение максимальной выходной мощности при такой замене относительно невелико.
Связь сеток 2А3 с предоконечным каскадом, по мнению разработчиков, — предпочтительно трансформаторная или дроссельная. Высокая крутизна характеристики (5,25 мА/В), по мнению разработчиков, предполагает раздельную регулировку смещения в каждой лампе многолампового каскада — либо по цепям сеток, либо по цепям катодов (что требует отдельной накальной обмотки для каждой лампы).
Условия безопасной работы, приведённые в документации RCA разных лет выпуска, заметно различаются. В справочнике 1934 года максимально допустимое сопротивление в цепи сетки при фиксированном смещении — всего 10 кОм, в справочнике 1948 года — 50 кОм. Справочник 1934 года допускал вертикальное и горизонтальное расположение лампы как равноправные варианты; в справочнике 1948 года вертикальное положение — основное, а горизонтальное — лишь допустимое. В обоих вариантах горизонтальная установка допустима лишь тогда, когда плоскость катода ориентирована вертикальна (иначе возможно провисание нитей катода и сетки, вплоть до короткого замыкания).